# ベンセ湿原
ベンセ湿原（ベンセしつげん）は青森県つがる市に位置する湿原。

## 位置情報
青森県つがる市木造舘岡野崎

## 概要
標高約20メートル、面積約23ヘクタールの広さを有する津軽国定公園に指定される湿原。ニッコウキスゲやノハナショウブが特徴である。また、日本自然百選に指定される。

## 特徴
海岸低層湿原及び中間層湿原からなる。6月上旬にはニッコウキスゲにより黄色を呈し、6月下旬にはノハナショウブにより一帯が紫色に変化するのが特徴的である。

## 周辺
- 屏風山
- 亀ヶ岡遺跡
- 高山稲荷神社
- つがる市役所
- 出来島海岸